# جون فوسكو (سياسي)
جون فوسكو (بالإنجليزية: John Fusco)‏ هو محامي وقاضي وسياسي أمريكي، ولد في 7 سبتمبر 1937 في نيويورك في الولايات المتحدة. حزبياً، نشط في الحزب الجمهوري.